# Starlight Media
Starlight Media (zapis stylizowany starlight.media; do 2021 roku StarLightMedia) – największa spółka (grupa) medialna na Ukrainie, założona 11 listopada 2009 roku. Dyrektorem Generalnym StarLightMedia jest Wołodymyr Borodianski. Przewodniczy w Radzie Nadzorczej Grupy StarLightMedia Ołena Pinczuk, córka byłego Prezydenta Ukrainy Łeonida Kuczmy i żona polityka i oligarchy Wiktora Pinczuka.

## Struktura
Do grupy StarLightMedia należą ukraińskie kanały telewizyjne: STB, ICTV, Nowyj kanał, M1, M2, Qtv.
Obecnie udział StarLightMedia przekracza 30% rynku, przewaga nad jego najbliższym konkurentem – 52%. Udział sprzętu telewizyjnego jest więcej niż jedna trzecia rynku.
W ramach Grupy Multimedialnej działają trzy sale-house:
- StarLight Sales sprzedaje reklamy TV na tradycyjnych kanałach grupy, a także na rosyjskim Pierwszym kanale. Ogólnoświatowa sieć. W 2012 StarLightSales sprzedał około 40% wszystkich punktów ratingowych TV na Ukrainie, a w roku 2013 – 36,5%. Szefem StarLight Sales jest Andrij Partyka.
- StarLight Brand Content sprzedaje sponsoring i lokowanie produktu na stacjach grupy. Szefem StarLight Brand Content jest Andrij Partyka. Dyrektorem Działu Sprzedaży jest Andrij Tuleniew.
- StarLight Digital Sales sprzedaje reklamy na stronach internetowych grupy, a także na niezależnych stronach. Grupa posiada tysiące godzin wideo na swoich stronach. W 2013 roku Forbes Ukraina umieściła spółkę w liście najlepszych 5 internetowych spółek medialnych Ukrainy. Szefem StarLight Digital Sales jest Switłana Mohyłewska.

W ramach Grupy Multimedialnej działają również studia produkcyjne:
- StarLight Commercial Production tworzy integrację marek w projektach kanałów od pomysłu do grafiki. Lista klientów obejmuje międzynarodowe marki Lenovo, Dove, Lipton, Rexona, Pampers, Tefal itp. Między innymi, StarLight Commercial Production wykorzystuje technologię rzeczywistości rozszerzonej i grafiki 3D na scenie. Szefem StarLight Commercial Production jest Kateryna Matachadze.
- StarLight Films produkuje filmy telewizyjne, seriale, reklamy, teledyski, filmy dokumentalne i muzyczne. Szefem Starlight Films jest Maksym Litwinow, który pracował jako dyrektor projektów telewizyjnych na STB (X-Faktor, Tańczą wszyscy!, Ukraina ma talent).
- Vavёrka Production produkuje telewizyjne sytuacje komediowe i inne gatunki komediowe dla telewizji. Szefem Vavёrka Production jest Dmytro Tankowycz, producent i prezenter telewizyjny.

W grupie również funkcjonują:
- StarLight Rental wynajmuje sprzęt do fotografowania. StarLight Katalog Wynajem obejmuje 400 pozycji i około 8'000 sztuk sprzętu, pojazdów komunikacji ruchomej na 18 kamer i ponad 50 HD-kamery.
- StarLight Scenery produkuje zestawy scenerii do programów telewizyjnych, filmów i reklam. Zapewnia pełną obsługę od projektu do przechowywania. Stworzył scenografię i rekwizyty dla większości projektów.
- StarLight Digital tworzy, opracowuje i monitoruje strony internetowe i projekty. Stworzył stronę X-Factor w Internecie, aplikacje dla ICTV – projekt aktualności Fakty ICTV, interaktywna mapa dla projektu Nowego Kanału KabrioLito i inne projekty internetowe.